# Ecuadori labdarúgó-szövetség
Ecuadori labdarúgó-szövetség (spanyolul Federación Ecuatoriana de Futból). A válogatott beceneve La Tri(color).

## Történelme
1925-ben alapították.  A Nemzetközi Labdarúgó-szövetségnek (FIFA) 1926-tól tagja. 1927-től a Dél-amerikai Labdarúgó-szövetség (CONMEBOL) tagja. Fő feladata a nemzetközi kapcsolatokon kívül, a  Ecuadori labdarúgó-válogatott férfi és női ágának, a korosztályos válogatottak illetve a nemzeti bajnokság szervezése, irányítása. A működést biztosító bizottságai közül a Játékvezető Bizottság (JB) felelős a játékvezetők utánpótlásáért, elméleti (teszt) és cooper (fizikai) képzéséért.